# Парламентские выборы в Доминике (2005)
Парламентские выборы в Доминике прошли 5 мая 2005 года для избрания 21 представителя Палаты собраний Доминики. В результате победу одержала правящая Лейбористская партия, получившая 12 из 21 места Палаты собраний. Рузвельт Скеррит остался премьер-министром Доминики. Оппозиционная Объединённая рабочая партия безуспешно оспаривала результаты голосования по нескольким избирательным округам.

## Предвыборная обстановка
На предыдущих выборах 2000 года правящая Объединённая рабочая партия получила на одно место меньше, чем Лейбористская партия, несмотря на то, что получила больше голосов. В результате Лейбористская партия с 10 местами смогла сформировать коалиционное правительство с Доминикской партией свободы, которая получила два места. В 2004 году умер премьер-министр Пьер Чарльз и его место занял министр образования Рузвельт Скеррит.

## Предвыборная кампания
7 апреля 2005 года Скеррит объявил, что выборы состоятся 5 мая. Всего баллотировалось 47 кандидатов: 21 кандидат от Объединённой рабочей партии, 19 — от Лейбористской партии, 3 — от Доминикской прогрессивной партии, 2 — от Доминикской партии свободы и 2 независимых кандидата. Для участия в выборах было зарегистрировано около 66 тыс. избирателей на 249 избирательных участках в 21 округе.
Основные обсуждавшиеся проблемы выборов включали экономический план жёсткой экономии Международного валютного фонда для Доминики и решение правительства Лейбористской партии передать признание Китайской Республики (Тайваня) Китайской Народной Республике.
В понедельник перед выборами произошёл инцидент, когда кортежи двух основных партий столкнулись друг с другом. Серьёзных травм не было, но после этого митинги этих партий больше не проводились. После этого инцидента полиция отказывала в разрешении проводить кортежи за день до выборов.
Кампания была оценена как особенно длительная и вызывающая разногласия, а выборы были расценены как очень близкие и, вероятно, свелись к явке избирателей.

## Результаты
Лейбористская партия увеличила количество мест с 10 до 12, получив большинство. Объединённая рабочая партия потеряла одно место, кроме этого был избран один независимый кандидат. Доминикская партия свободы потеряла оба своих места, так что партия, которая была правящей в 1980—1995 годах, впервые за 35 лет оказалась вне парламента. Премьер-министр Скеррит объявил, что следующий день после выборов будет национальным праздником, и призвал Доминику объединиться в поддержку правительства после выборов.
| Партия                                                               | Партия                              | Голоса | %     | Места | +/- |
| -------------------------------------------------------------------- | ----------------------------------- | ------ | ----- | ----- | --- |
|                                                                      | Доминикская лейбористская партия    | 19 741 | 52,07 | 12    | +2  |
|                                                                      | Объединённая рабочая партия         | 16 529 | 43,60 | 8     | -1  |
|                                                                      | Доминикская партия свободы          | 1194   | 3,15  | 0     | -2  |
|                                                                      | Доминикская прогрессивная партия    | 23     | 0,06  | 0     |     |
|                                                                      | Независимые                         | 426    | 1,12  | 1     | +1  |
| Недействительные/пустые бланки                                       | Недействительные/пустые бланки      | 1022   | -     | -     | -   |
| Всего                                                                | Всего                               | 38 935 | 100   | 21    | 0   |
| Зарегистрированные избиратели/ Явка                                  | Зарегистрированные избиратели/ Явка | 65 889 | 59,09 | -     | -   |
| Источники: IPU Архивная копия от 24 сентября 2015 на Wayback Machine |                                     |        |       |       |     |